# Super Show-Down 2018
Super Show-Down 2018 è stato un pay-per-view di wrestling prodotto dalla WWE è svoltosi il 6 ottobre 2018 al Melbourne Cricket Ground di Melbourne in Australia.
Si è trattato del primo pay-per-view nella storia della WWE a svolgersi in Australia.

## Storyline
Il 16 giugno, Vince McMahon ha annunciato via Twitter che The Undertaker affronterà Triple H a Super Show-Down. Il 20 agosto Triple H ha fatto il suo ritorno a Raw, annunciando che Shawn Michaels sarà al suo angolo durante tale incontro. Il 17 settembre, a Raw, The Undertaker ha risposto a Triple H dicendo che anche lui avrà qualcuno al suo angolo a Super Show-Down, ossia Kane. Triple H ha inoltre sponsorizzato l'incontro come "Last Time Ever" (probabilmente in citazione dal loro ultimo scontro di WrestleMania XXVIII nel 2012 che era stato chiamato "End of an Era").
Il 19 agosto, a SummerSlam, The Miz ha sconfitto Daniel Bryan grazie all'aiuto della moglie Maryse. Nella successiva puntata di SmackDown del 21 agosto The Miz e Maryse hanno preso in giro il ritiro di Daniel Bryan (avvenuto due anni prima), scaturendo così l'ira dello stesso Bryan e di sua moglie Brie Bella. La General Manager di SmackDown Paige ha dunque sancito che ad Hell in a Cell Bryan e Brie avrebbero affrontato The Miz e Maryse in un Mixed Tag Team match (che verrà poi vinto da The Miz e Maryse). Il 21 agosto è stato contemporaneamente annunciato che The Miz e Bryan si affronteranno anche a Super Show-Down, in cui il vincitore di tale match otterrà un futuro incontro per il WWE Championship.
Nella puntata di Raw del 20 agosto Dean Ambrose e l'Intercontinental Champion Seth Rollins hanno riformato lo Shield insieme all'Universal Champion Roman Reigns, prevenendo l'incasso del Money in the Bank contract di Braun Strowman ai danni dello stesso Reigns. Nella puntata di Raw del 27 agosto Strowman ha effettuato un turn heel, attaccando Reigns insieme a Dolph Ziggler e Drew McIntyre. La sera stessa Strowman, Ziggler e McIntyre hanno attaccato anche Ambrose e Rollins. In seguito, è stato annunciato che lo Shield affronterà Strowman, Ziggler e McIntyre a Super Show-Down.
A SummerSlam, il match fra AJ Styles e Samoa Joe valevole per il WWE Championship di Styles è terminato con la vittoria di Joe per squalifica (senza tuttavia il cambio di titolo) a causa della brutalità di Styles. Nella successiva puntata di SmackDown del 21 agosto Joe ha attaccato Styles durante un'intervista sullo stage, continuando a mancare di rispetto alla sua famiglia. Il 24 agosto è stato sancito il rematch fra i due a Hell in a Cell. Il 16 settembre, a Hell in a Cell, Styles ha difeso con successo il titolo contro Joe; tuttavia l'arbitro non si era accorto che, pochi secondi prima dello schienamento vincente, Styles aveva ceduto alla Coquina Clutch di Joe. Dato ciò, un irato Joe ha preteso un rematch titolato contro Styles. La General Manager di SmackDown Paige ha poi accettato la richiesta di Joe, annunciando che Styles dovrà dunque difendere il WWE Championship contro lo stesso Joe in un No Disqualification match a Super Show-Down.
Il 16 settembre, a Hell in a Cell, Big E e Kofi Kingston del New Day hanno difeso con successo lo SmackDown Tag Team Championship contro i Rusev Day (Rusev e Aiden English). In seguito, è stato annunciato che il New Day dovrà difendere lo SmackDown Tag Team Championship contro i The Bar (Cesaro e Sheamus) a Super Show-Down.
A SummerSlam, Charlotte Flair ha sconfitto la campionessa Carmella e Becky Lynch in un Triple Threat match conquistando così lo SmackDown Women's Championship per la seconda volta; nel post match, però, Becky ha effettuato un turn heel attaccando brutalmente la neo-campionessa. Il 16 settembre, a Hell in a Cell, Becky ha sconfitto Charlotte conquistando così il titolo per la seconda volta. In seguito, è stato sancito che Becky dovrà difendere lo SmackDown Women's Championship contro Charlotte a Super Show-Down.

## Risultati
| #  | Match                                                                | Stipulazioni                                                       | Durata |
| -- | -------------------------------------------------------------------- | ------------------------------------------------------------------ | ------ |
| 1  | Il New Day (c) (con Big E) ha sconfitto il Bar                       | Tag team match per il WWE SmackDown Tag Team Championship          | 09:38  |
| 2  | Charlotte Flair ha sconfitto Becky Lynch (c) per squalifica          | Single match per il WWE SmackDown Women's Championship             | 10:50  |
| 3  | Bobby Lashley e John Cena hanno sconfitto Elias e Kevin Owens        | Tag team match                                                     | 10:05  |
| 4  | Le IIconics hanno sconfitto Asuka e Naomi                            | Tag team match                                                     | 05:45  |
| 5  | AJ Styles (c) ha sconfitto Samoa Joe per sottomissione               | No disqualification match per il WWE Championship                  | 23:45  |
| 6  | Le Bella Twins e Ronda Rousey hanno sconfitto la Riott Squad         | Six-woman tag team match                                           | 10:05  |
| 7  | Buddy Murphy ha sconfitto Cedric Alexander (c)                       | Single match per il WWE Cruiserweight Championship                 | 10:35  |
| 8  | Lo Shield ha sconfitto Braun Strowman, Dolph Ziggler e Drew McIntyre | Six-man tag team match                                             | 19:40  |
| 9  | Daniel Bryan ha sconfitto The Miz                                    | Single match per determinare il primo sfidante al WWE Championship | 02:25  |
| 10 | Triple H (con Shawn Michaels) ha sconfitto The Undertaker (con Kane) | No disqualification match                                          | 27:35  |